# Expedició 20
L'Expedició 20 va ser la 21a estada de llarga durada a l'Estació Espacial Internacional (ISS). L'expedició es va embarcar per primer cop com a tripulació de sis membres a l'estació. Perquè cada nau espacial Soiuz-TMA podria contenir només tres persones, llavors van ser necessaris dos llançaments separats: Soiuz TMA-14 es va llançar el 26 de març de 2009, i el Soiuz TMA-15 el va seguir el 27 de maig de 2009.
La Soiuz TMA-15 es va llançar des del Cosmòdrom de Baikonur a les 10:34 UTC en el 27 de maig de 2009. El vehicle es va acoblar amb l'estació en el 29 de maig de 2009, realitzant oficialment el canvi de la tripulació de la Soiuz TMA-14 des de l'Expedició 19 a l'Expedició 20.
En Guennadi Pàdalka va ser el primer comandant d'una tripulació de sis membres, i el primer a dirigir dues expedicions consecutives (Expedició 19 i 20). Nicole Stott va ser l'astronauta final de l'expedició en ser llançat en el transbordador.
Durant l'expedició, Koichi Wakata va dur a terme un experiment especial en la qual ell no es va canviar la seva roba interior durant un mes, amb la finalitat de provar una roba interior especialment dissenyada sense rentar o canviar; va informar que no es va desenvolupar olor corporal a causa dels efectes de la peça especial.
L'estació no estaria permanentment ocupada per sis membres de la tripulació durant tot l'any. Per exemple, quan els tripulants de l'Expedició 20 (Roman Romanenko, Frank De Winne i Bob Thirsk) van tornar a la Terra en el novembre de 2009, durant un període d'unes dos setmanes només dos membres de la tripulació (Jeff Williams i Max Surayev) eren a bord. Això va augmentar a cinc a principis de desembre, quan Oleg Kótov, Timothy Creamer i Soichi Noguchi van arribar en el Soiuz TMA-17. Es va reduir a tres quan Williams i Surayev van partir el març de 2010, i finalment van tornar a sis a l'abril de 2010 amb l'arribada del Soiuz TMA-18, transportant a Aleksandr Skvortsov, Mikhaïl Kornienko i Tracy Caldwell Dyson.

## Tripulació
| Posició           | Primera Part (Maig a juliol de 2009)      | Segona Part (Juliol a agost de 2009)      | Tercera Part (Agost a octubre de 2009)    |
| ----------------- | ----------------------------------------- | ----------------------------------------- | ----------------------------------------- |
| Comandant         | Guennadi Pàdalka, RSA Tercer vol espacial | Guennadi Pàdalka, RSA Tercer vol espacial | Guennadi Pàdalka, RSA Tercer vol espacial |
| Enginyer de vol 1 | Michael Barratt, NASA Primer vol espacial | Michael Barratt, NASA Primer vol espacial | Michael Barratt, NASA Primer vol espacial |
| Enginyer de vol 2 | Koichi Wakata, JAXA Tercer vol espacial   | Timothy Kopra, NASA Primer vol espacial   | Nicole Stott, NASA Primer vol espacial    |
| Enginyer de vol 3 | Frank De Winne, ESA Segon vol espacial    | Frank De Winne, ESA Segon vol espacial    | Frank De Winne, ESA Segon vol espacial    |
| Enginyer de vol 4 | Roman Romanenko, RSA Primer vol espacial  | Roman Romanenko, RSA Primer vol espacial  | Roman Romanenko, RSA Primer vol espacial  |
| Enginyer de vol 5 | Robert Thirsk, CSA Segon vol espacial     | Robert Thirsk, CSA Segon vol espacial     | Robert Thirsk, CSA Segon vol espacial     |

## Tripulació de reserva
- Jeff Williams, Comandant
- Maksim Surayev
- Timothy Creamer
- Catherine Coleman
- Chris Hadfield
- Dmitri Kondràtiev
- André Kuipers

## Activitat extravehicular
| Missió               | Astronautes | Inici (UTC)             | Fi (UTC)                | Duració            |
| -------------------- | --- | ----------------------- | ----------------------- | ------------------ |
| Expedició 20 EVA 1 ‡ | Guennadi Pàdalka Michael R. Barratt | 5 de juny de 2009 7:52  | 5 de juny de 2009 12:46 | 4 hores, 54 minuts |
| Expedició 20 EVA 1 ‡ | Es va preparar el compartiment de transferència del mòdul de servei Zvezda per l'arribada del mòdul Poisk, es va instal·lar una antena d'acoblament pel mòdul, es va fotografiar l'antena per a una avaluació en terra, i es va fotografiar la grua Strela-2. |                         |                         |                    |
| Expedició 20 EVA 2   | Guennadi Pàdalka Michael R. Barratt | 10 de juny de 2009 6:55 | 10 de juny de 2009 7:07 | 12 minuts          |
| Expedició 20 EVA 2   | Es va realitzar un passeig espacial intern en el compartiment de transferència despressuritzat al Zvezda, per substituir una de les escotilles del Zvezda amb un con d'acoblament, en preparació per a l'acoblament del mòdul Poisk a finals del 2009. El Poisk es va acoblar automàticament al port zenit del Zvezda el 12 De novembre de 2009, i serveix com un port d'acoblament addicional per a vehicles russos. |                         |                         |                    |

‡ denota caminades espacials realitzades des del compartiment d'acoblament de la Pirs en vestits russos Orlan.
En el 3 de juliol de 2009, els membres de l'expedició van desacoblar la nau Soiuz TMA-14 des del port de popa del mòdul de servei Zvezda i la van pilotar sobre el compartiment d'acoblament de la Pirs. Això es va fer per aclarir el camí per l'arribada d'una nau de subministrament Progress.

L
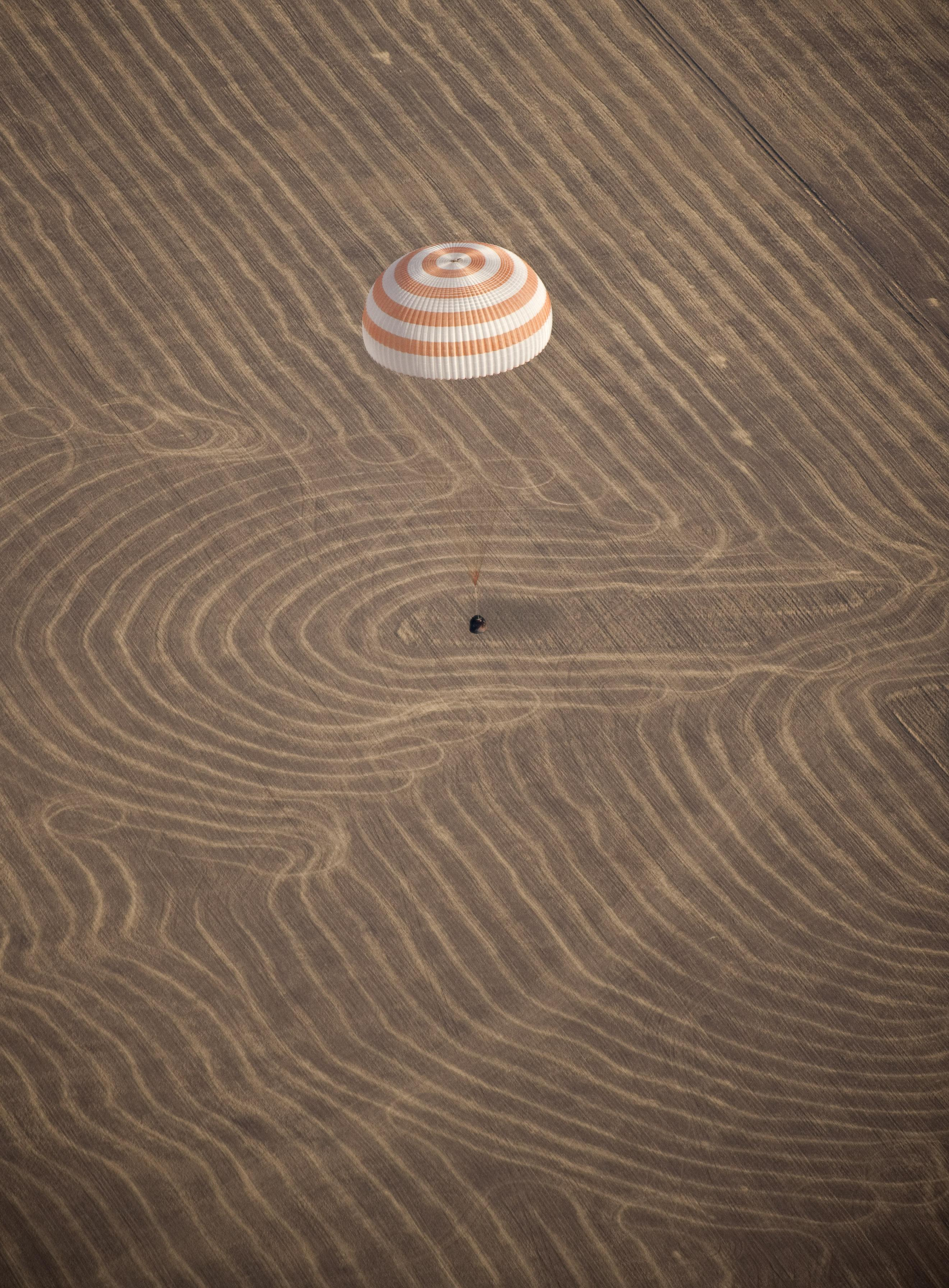
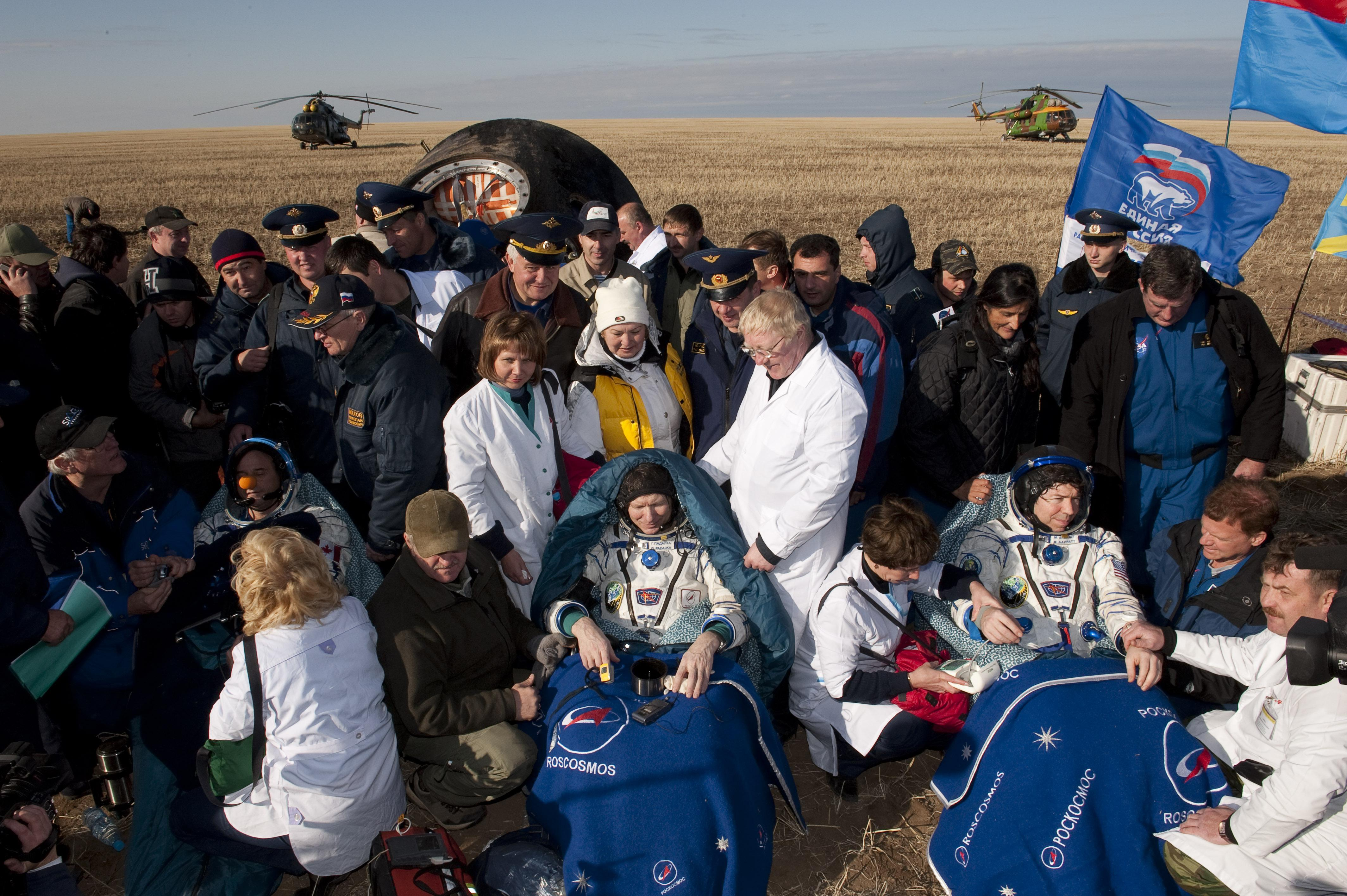